# Conocybe elegans
Conocybe elegans là một loài nấm trong chi Conocybe.